# Deraeocoris mutatus
Deraeocoris mutatus är en insektsart som beskrevs av Knight 1921. Deraeocoris mutatus ingår i släktet Deraeocoris och familjen ängsskinnbaggar. Inga underarter finns listade i Catalogue of Life.